# І (логічний вентиль)
І (англ. AND) — логічний вентиль, який реалізує операцію кон'юнкція. Активний сигнал («логічна 1», «істина») на виході цього вентиля присутній тоді, коли на обох його входах присутній активний сигнал. Якщо ж на хоча б одному із входів сигнал пасивний («логічний 0», «хиба»), на виході також буде пасивний сигнал.
В нотації алгебри логіки дія цього вентиля записується формулою:
{\displaystyle Y=A\land B}

## Умовні позначення
Існує два основних умовних графічних позначень вентиля I на принципових схемах, описані в стандартах IEC 60617-12:1997 і ANSI 91-1984. Стандарт DIN 40700 застарів, але описані в ньому символи досі зустрічаються у схемах. Позначення логічних вентилів згідно ДСТУ ГОСТ 2.743-91 «Позначення умовні графічні в схемах. Елементи цифрової техніки» (частина ЄСКД) мають незначні відмінності від стандарту IEC 60617-12.
| IEC 60617-12:1997 | ANSI 91-1984 | DIN 40700 (до 1976) |
| ----------------- | ------------ | ------------------- |
|                   |              |                     |

## Реалізація

### Релейно-контактні схеми
Релейно-контактна логіка здійснює операції шляхом формування за допомогою контактів перемикачів або реле кіл для протікання електричного струму, який, у свою чергу, активує наступні реле або живить виходи схеми.

Реалізація логіки І послідовно з'єднаними контактами реле

Для реалізації функції AND нормально-розімкнені контакти обох реле з'єднуються послідовно. Таким чином, струм проходить лише тоді, коли спрацювало реле А і реле B.

### Напівпровідникові схеми

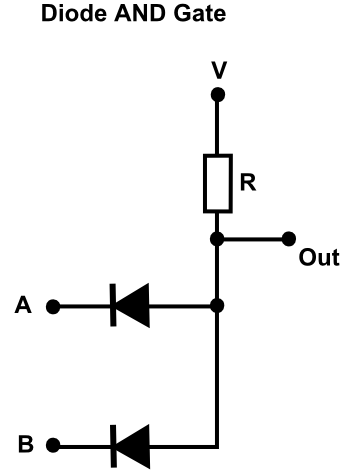
Схема на дискретних діодах і резисторі
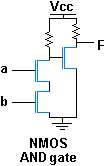
Реалізація в технології N-МОН
Чотири вентиля І в корпусі мікросхеми 7408 (ТТЛ)